# Bahnhof Kalantschowskaja

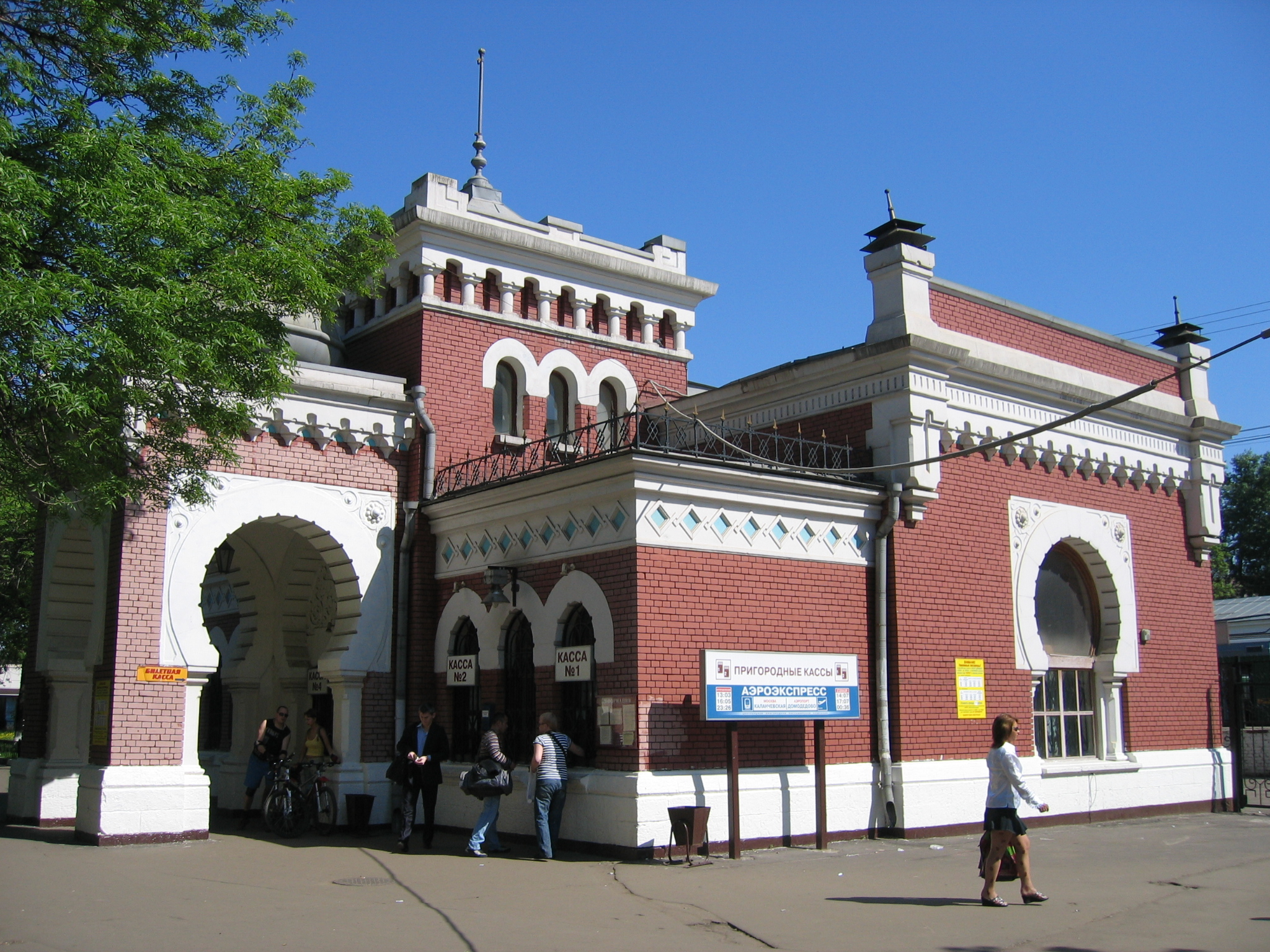
Das Bahnhofsgebäude im ehemaligen Zarenpavillon

Der Bahnhof Kalantschowskaja (russisch Каланчёвская) ist ein Regionalbahnhof in Moskau. Er befindet sich an der Westseite des Komsomolskaja-Platzes und somit in unmittelbarer Nachbarschaft dreier Fernbahnhöfe: des Leningrader, des Jaroslawler und des Kasaner Bahnhofs.
Der Bahnhof Kalantschowskaja wurde 1865 erbaut und zählt somit zu den ältesten Eisenbahnstationen der Stadt.

## Geschichte
Der Bahnhof wurde 1865 beim Bau der Eisenbahnstrecke von Moskau nach Nischni Nowgorod erbaut. Er entstand an einer innerstädtischen Bahnlinie, welche die Strecke nach Nischni Nowgorod mit der Bahnstrecke Sankt Petersburg–Moskau verband. Der Name des Bahnhofs kommt vom Kalantschowskaja-Platz, dem früheren Namen des Platzes der drei Bahnhöfe, wie dieser inoffiziell oft genannt wird, wobei nur die drei Fernbahnhöfe gemeint sind.
1896 wurde am westlichen Bahnsteig ein schickes Empfangsgebäude aus rotem Backstein errichtet, das speziell für die Bedienung der Zarenfamilie bestimmt war. Anlass war die Krönung des letzten russischen Kaisers, Nikolaus II., der mit seiner Familie laut ursprünglichen Plänen genau hier aus Sankt Petersburg ankommen sollte. Kurzfristig änderte sich jedoch die Route des Zaren, so dass der Zarenpavillon vorerst ungenutzt blieb. Zwei Monate später sowie einmal im Jahre 1912 stieg Nikolaus jedoch hier ab. Das Gebäude wird bis heute als Kassen- und Empfangsgebäude genutzt.

## Heutige Nutzung

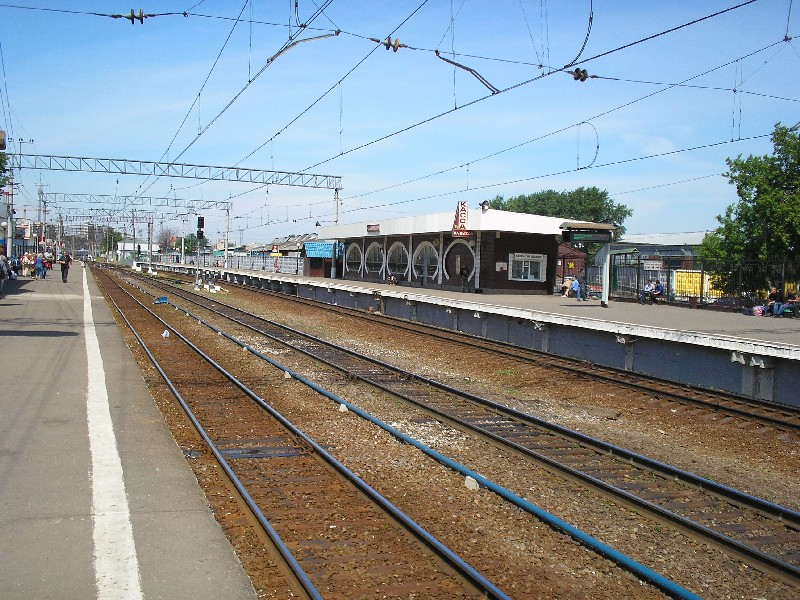
Die Bahnsteige

Heute ist Kalantschowskaja ein reiner Regionalbahnhof, somit wird er ausschließlich von Nahverkehrszügen, den sogenannten Elektritschki, bedient. Er dient vor allem als ergänzender Haltepunkt für Züge, die vom zwei Kilometer weiter südlich gelegenen Kursker Bahnhof Richtung Podolsk, Serpuchow oder Tula abfahren. Mehrmals täglich halten hier auch Expresszüge zum internationalen Flughafen Domodedowo. Seit dem 21. November 2019 halten zudem Züge der Linie D-1 der S-Bahn-artigen Moskauer Zentraldurchmesser am Bahnhof Kalantschowskaja.
Der Bahnhof hat drei Gleise sowie zwei Seitenbahnsteige. Am westlichen Bahnsteig, wo die meisten Züge abfahren, befindet sich das alte Empfangsgebäude sowie ein Zugangsterminal mit automatischen Ticketkontrollschranken. Am östlichen Bahnsteig enden Züge aus südlicher Richtung.

## Zukünftige Entwicklung
Es existieren Pläne, den heutigen Regionalbahnhof zu einem Fernbahnhof auszubauen, von dem aus unter anderem Hochgeschwindigkeitszüge nach Sankt Petersburg abfahren sollen.  Somit wäre Kalantschowskaja zum vierten Fernbahnhof am bisherigen Platz der drei Bahnhöfe geworden.